# OHSAS 18001:2007
OHSAS 18001 «Occupational Health and Safety Assessment Series» — міжнародний стандарт системи менеджменту гігієни і безпеки праці.
Зі зростанням масштабів виробництва та технологічних можливостей збільшується масштаб наслідків від аварій, а також небезпека для здоров'я та життя співробітників, насамперед тих, що виконують роботи з підвищеною небезпекою. Особливо високий ступінь ризику на підприємствах нафтогазового комплексу, добувної та хімічної галузей промисловості, будівельної індустрії. Сьогодні виробничі компанії прагнуть, з одного боку, зменшити витрати, пов'язані з охороною здоров'я та безпекою праці, з іншого боку — підвищити безпеку виробництва, ефективно керуючи пов'язаними з ним ризиками для людини, і одночасно поліпшити корпоративний імідж. З цією метою, підприємства всього світу ще з 1999 року впроваджують у себе системи управління професійною безпекою та здоров'ям, орієнтуючись на вимоги міжнародного стандарту OHSAS 18001. На зміну цьому стандарту прийшов ISO 45001:2018.

## ГіБП
Система управління гігієною та безпекою праці (ГіБП) є інструментом, який дає організації наступні переваги:
- Зменшення кількості випадків заподіяння шкоди персоналу за рахунок запобігання та контролю за небезпечними виробничими факторами на робочих місцях.
- Зменшення ризику нещасних випадків, що призводять до серйозних наслідків.
- Поліпшення мотивації персоналу за рахунок задоволення зростаючих очікувань ваших співробітників.
- Зменшення матеріальних втрат, які виникають внаслідок нещасних випадків та простоїв виробництва.
- Можливість створення інтегрованої системи управління якістю, екологічного керування, здоров'я та безпеки.
- Забезпечення відповідності діяльності законодавству в галузі здоров'я та безпеки на виробництві.
- Покращення іміджу організації.

Вимоги до системи управління гігієною та безпекою праці (ГіБП) встановлені у міжнародному стандарті OHSAS 18001:2007 «Occupational health and safety management systems — Requirements». В Україні діє відповідна версія національного стандарту ДСТУ OHSAS 18001:2010 «Системи управління гігієною та безпекою праці. Вимоги».
Система управління ГіБП — це частина загальної системи управління, яка спрямована на ідентифікацію небезпек, оцінку та управління ризиками в сфері гігієни та безпеки праці, що пов'язані з діяльністю організації. Система охоплює політику та цілі в галузі ГіБП, організаційну структуру, процедури та ресурси для розрбоки, впровадження, досягнення, аналізу та підтримки в робочому стані політики організації в сфері ГіБП.
Запроваджуючи систему управління ГіБП, кожна організація має визначити законодавчі та інші нормативні вимоги стосовно гігієни та безпеки праці (ГіБП), які вона зобов'язана виконати, та які стосуються її видів діяльності, продукції та послуг, обладнання та приміщень.